# البحیره، یمن
ال بوهایراه، یمن یک منطقهٔ مسکونی در یمن است که در استان حضرموت واقع شده‌است.